# Silver Hawk
Silver Hawk Motors était un fabricant de moteurs anglais en 1920 et 1921. Son siège était à Cobham dans le Surrey. L'entreprise a été fondée par Sir (Albert) Noel Campbell Macklin après qu'il s'est séparé de la société Eric-Campbell, et avant qu'il ne fonde les marques de voitures Invicta et Railton. Les voitures ont été construites dans le garage de la maison privée de Macklin.
La voiture était une élégante sportive de haute performance, mais la société manque de capacité industrielle et de volume de vente du modèle standard, signifiant que le projet fut de courte durée.

## La voiture Silver Hawk

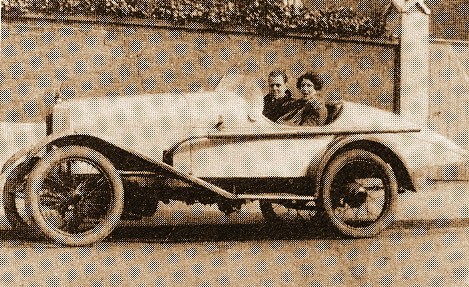
MHV Silver Hawk 1921.

La Silver Hawk était semblable à l'Eric-Campbell, précédente conception de  Macklin. Elle avait une élégante carrosserie en aluminium, un échappement externe et utilisait un moteur Coventry-Simplex à soupapes latérales de 1 498 cm3 évalué à 10/35 cv, entraînant les roues arrière par l'intermédiaire d'un embrayage à cône et d'une boite à trois ou quatre vitesses. La suspension utilisait des ressorts à lames semi elliptiques à l'avant et des ressorts cantilever à l'arrière.
Environ 12 voitures ont été fabriquées.

## Compétition
En 1920, Violette Cordery a piloté une Silver Hawk en catégorie voitures légères de 1 500 cm3 à la course de côte de South Harting (en). Elle a aussi remporté la course des dames à la Junior Car Club May Meeting en 1921 à une vitesse moyenne de 80 km/h, probablement dans une Silver Hawk.
Une équipe de trois voitures fut inscrite en 1920 à la Coupe des Voiturettes au Mans. Deux voitures finirent aux 6e et 7e places.